# Poophilus extraneus
Poophilus extraneus är en insektsart som beskrevs av Jacobi 1943. Poophilus extraneus ingår i släktet Poophilus och familjen spottstritar. Inga underarter finns listade i Catalogue of Life.